# Lucilia gressitti
Lucilia gressitti este o specie de muște din genul Lucilia, familia Calliphoridae, descrisă de James în anul 1971. Conform Catalogue of Life specia Lucilia gressitti nu are subspecii cunoscute.